# Dorota Załęczna
Dorota Załęczna, po mężu Stępień (ur. 15 listopada 1961 we Wrocławiu) – polska hokeistka na trawie, olimpijka z Moskwy 1980.
Zawodniczka klubu Polar Wrocław.
W reprezentacji Polski rozegrała 8 spotkań.
Brała udział w  igrzyskach olimpijskich w Moskwie w których polska drużyna zajęła 6. miejsce.